# Parasyrisca logunovi
Parasyrisca logunovi Ovtsharenko, Platnick & Marusik, 1995 è un ragno appartenente alla famiglia Gnaphosidae.

## Etimologia
Il nome della specie è in onore dell'aracnologo russo, naturalizzato inglese, Dmitri Logunov (1962-), curatore della sezione artropodi del Manchester Museum.

## Caratteristiche
L'olotipo maschile rinvenuto ha lunghezza totale è di 11,00mm; la lunghezza del cefalotorace è di 4,50mm; e la larghezza è di 3,90mm.

## Distribuzione
La specie è stata reperita nella Russia siberiana: l'olotipo maschile e l'allotipo femminile sono stati rinvenuti a 3100-3300 metri di altitudine sul monte Mongun Taiga, nel distretto di Mongun-Tayginsky, appartenente alla repubblica di Tuva.

## Tassonomia
Al 2015 non sono note sottospecie e dal 2010 non sono stati esaminati nuovi esemplari.